# Pauluskirche (Bern)

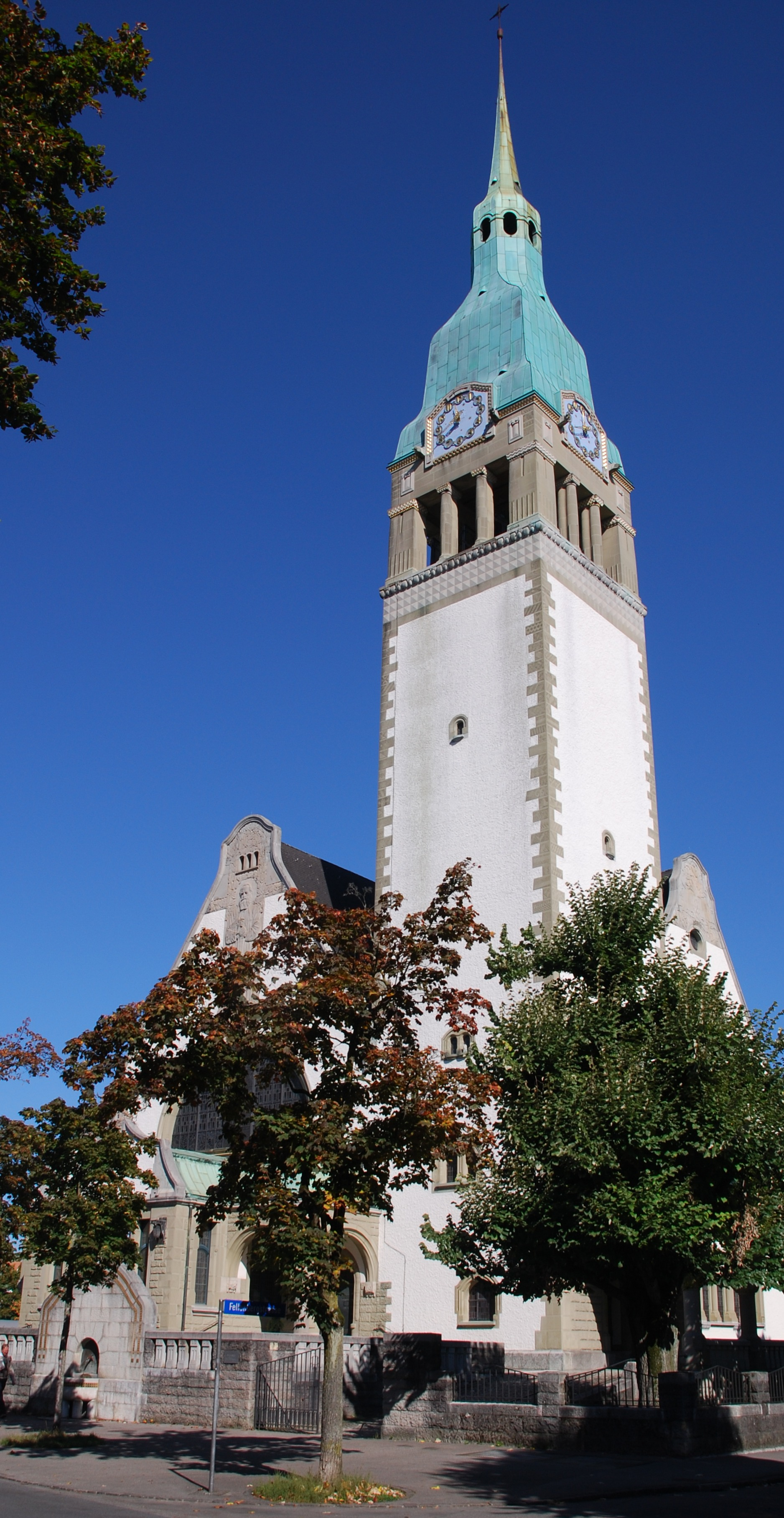
Die Pauluskirche

Die Pauluskirche, ein Kirchengebäude der Reformierten Kirche in der Freiestrasse 8 in Bern, gilt als bedeutendste Kirche des Jugendstils in der Schweiz. Sie ist ein Kulturgut von nationaler Bedeutung mit KGS Nr.: 00720.

## Geschichte
Mit dem Bau der neuen Kirche – für das zuvor der Berner Heiliggeistkirche zugeteilte Quartier Länggasse – wurde am 28. Juli 1902 begonnen. Den Namen des Apostels Paulus erhielt sie anlässlich der Grundsteinlegung am 9. November; zugleich wurde sie auf das Pauluswort «Glaube, Hoffnung, Liebe» (1. Korinther 13,13) geweiht.
Das Projekt stammte von Karl Moser, der mit Robert Curjel in Karlsruhe das Architekturbüro Curjel & Moser betrieb. Die Bauführung übertrug er einem ehemaligen Mitarbeiter, dem Berner Architekten Walter Joss. Die eigentliche Einweihung fand am 4. Dezember 1905 statt; zugleich wurden die ersten beiden Pfarrer für die damals 1200 Sitzplätze umfassende Kirche eingesetzt.

## Ausstattung
Während an der Fassade des Kreuzbaus mit Eckturm ein monumentales Relief den Apostel Paulus mit Schwert darstellt, wird das Innere der Kirche durch die Steinplastik «Christus als Kinderfreund» von Oskar Kiefer dominiert. Diese Darstellung, die durch eine berndeutsche Verschmelzung von Stein und Heiland im Volksmund Steiland genannt wird und unter anderem eine zärtliche Hand auf einem nackten Kindergesäss zeigt, war von Anfang an ästhetisch («der starre Ausdruck im unschönen Gesicht des Heilandes passt nicht zum Verkündiger des Evangeliums der Liebe») und moralisch («es möchte die erwähnte Knabenfigur wo möglich einer nochmaligen Bearbeitung unterzogen werden») umstritten, wurde aber bis heute nicht entfernt.
Entwürfe für die Glasfenster stammen von dem international bekannten Künstler Max Laeuger aus Lörrach.

## Orgel
Die 2009 eingeweihte Orgel der Firma Metzler umfasst 2300 Pfeifen und 37 klingende Register. Es ist nach 1905, 1934 und 1970 bereits die vierte.
Die Orgel besitzt folgende Disposition:
| I Hauptwerk C–g3 |        |
| Bourdon          | 16′    |
| Principal        | 8′     |
| Viola di Gamba   | 8′     |
| Bourdon          | 8′     |
| Quinte           | 5 1⁄3′ |
| Octave           | 4′     |
| Rohrflöte        | 4′     |
| Waldflöte        | 2′     |
| Mixtur IV        | 2′     |
| Cornett          | III    |
| Trompete         | 8′     |

| II Schwellwerk C–g3 |        |
| Gedackt             | 16′    |
| Principal           | 8′     |
| Salicional          | 8′     |
| Rohrflöte           | 8′     |
| Octave              | 4′     |
| Traversflöte        | 4′     |
| Nasard              | 2 3⁄3′ |
| Octave              | 2′     |
| Scharf V            | 1 ⁄3′  |
| Trompette           | 8′     |
| Oboe                | 8′     |
|                     |        |
| Tremulant           |        |

| III Brustwerk (Schwellbar) C–g3 |    |
| Gedackt                         | 8′ |
| Harmonica                       | 8′ |
| Spitzflöte                      | 4′ |
| Dolce                           | 4′ |
| Flautino                        | 2′ |
| Vox humana                      | 8′ |
|                                 |    |
| Tremulant                       |    |

| Pedal C–f1    |     |
| Untersatz     | 32′ |
| Principalbass | 16′ |
| Subbass       | 16′ |
| Octavbass     | 8′  |
| Violoncello   | 8′  |
| Bourdon       | 8′  |
| Octave        | 4′  |
| Posaune       | 16′ |
| Trompete      | 8′  |

- 6 Koppeln
- 2 Schwelltritte
- Setzeranlage mit Registercrescendo

Bildergalerie
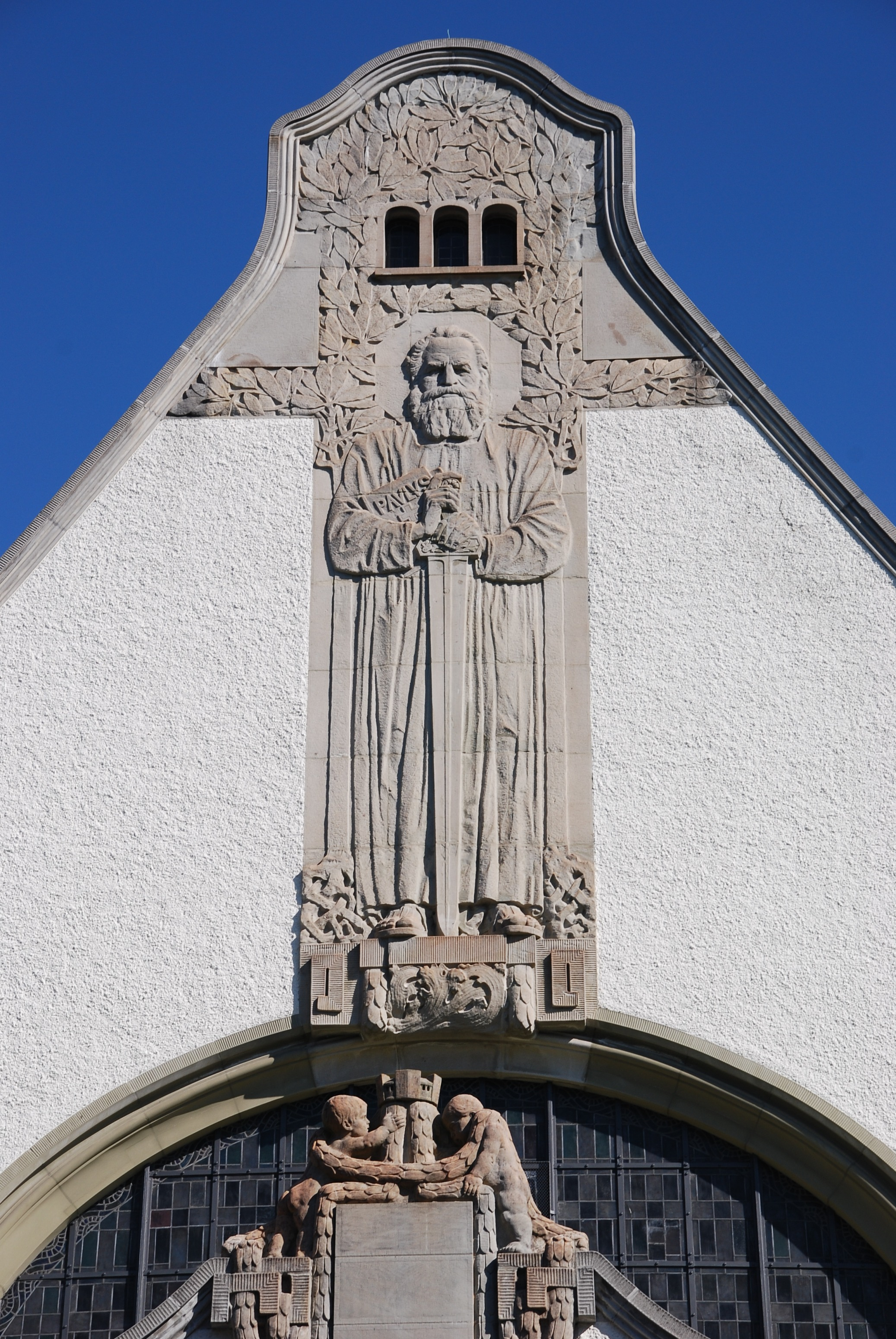
Paulusdarstellung
Fassade kurz nach 1903
Inneres der Kirche mit Steinplastik und Orgel um 1905
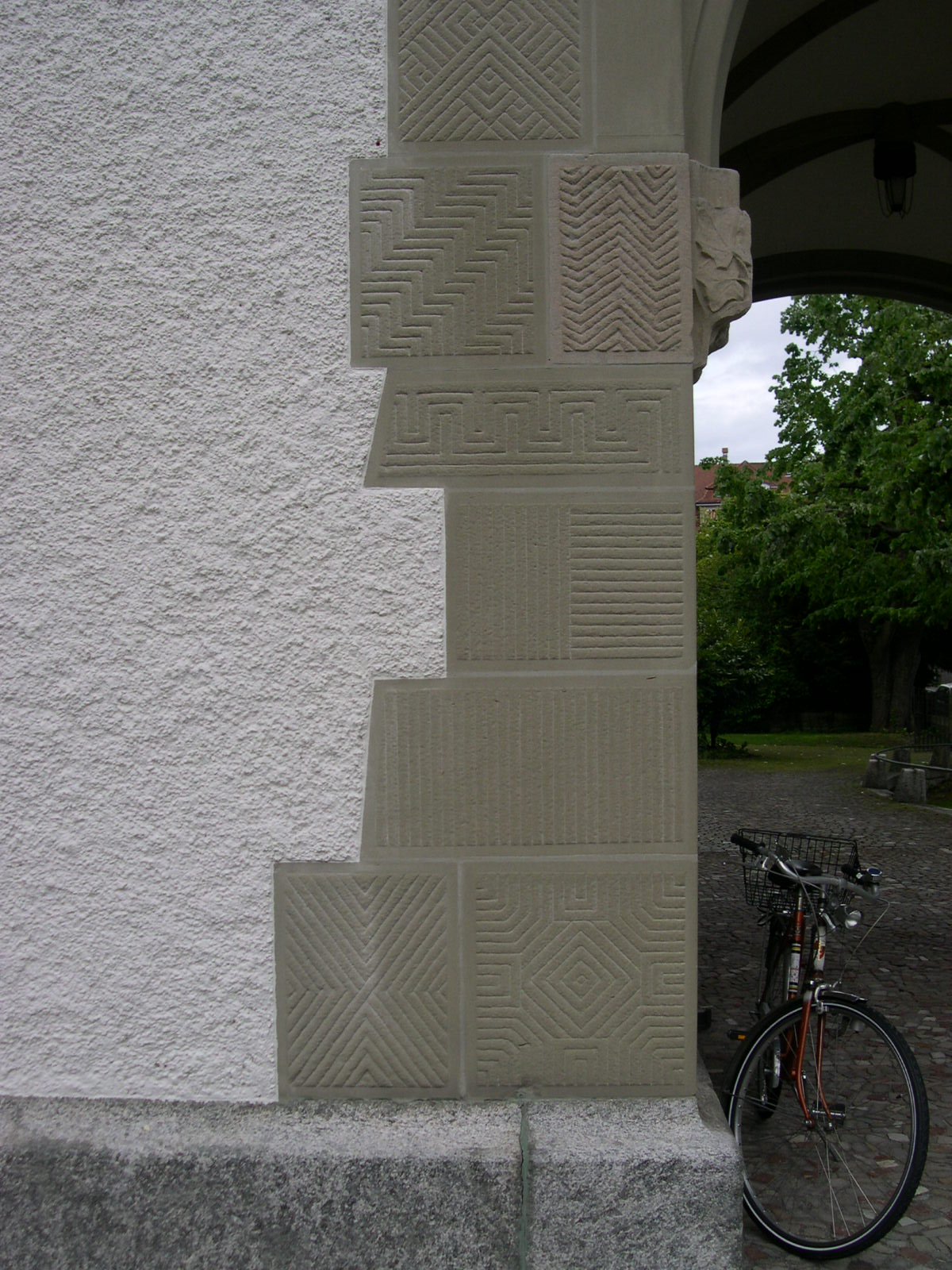
Ecksteine
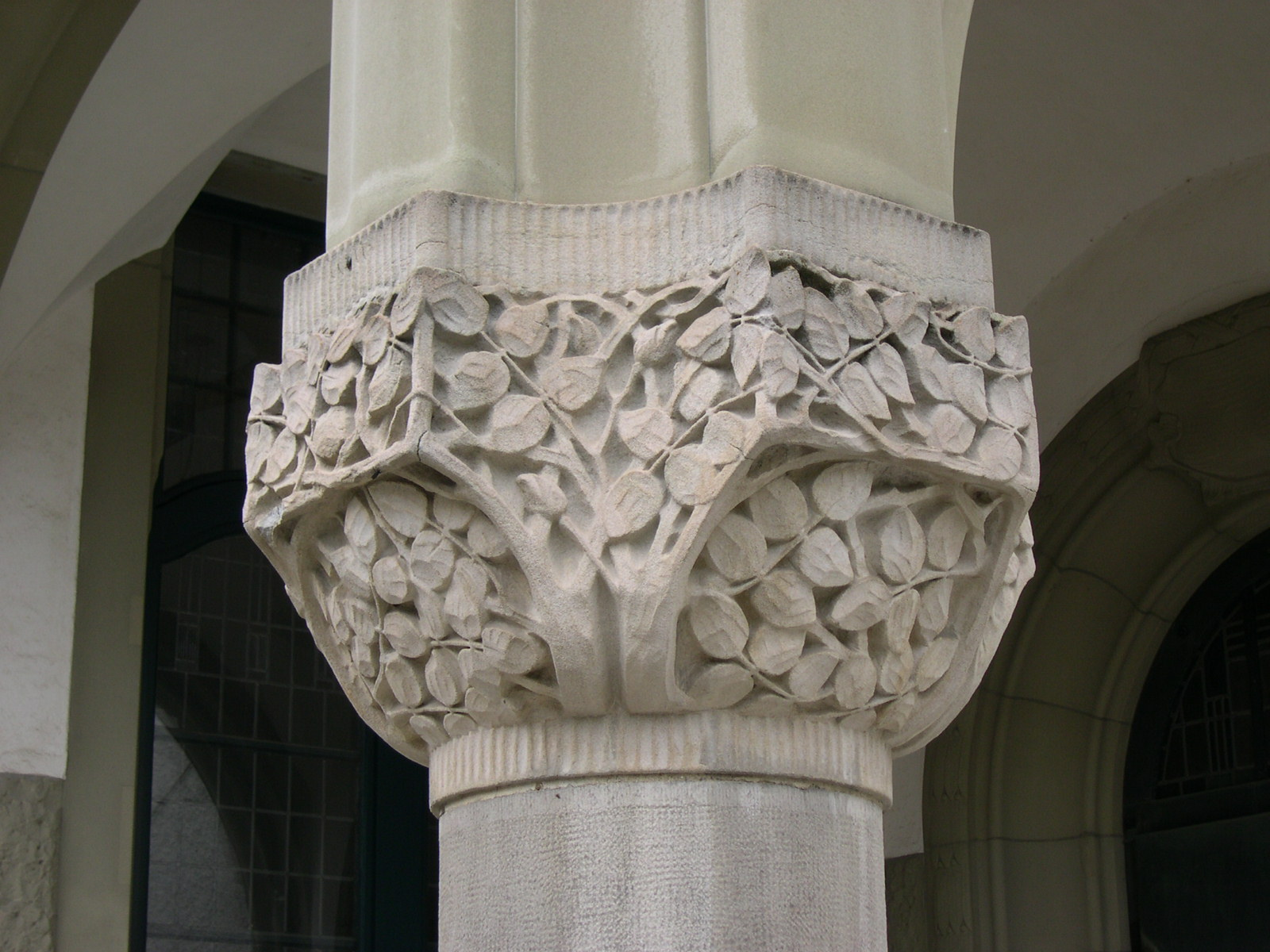
Kapitell
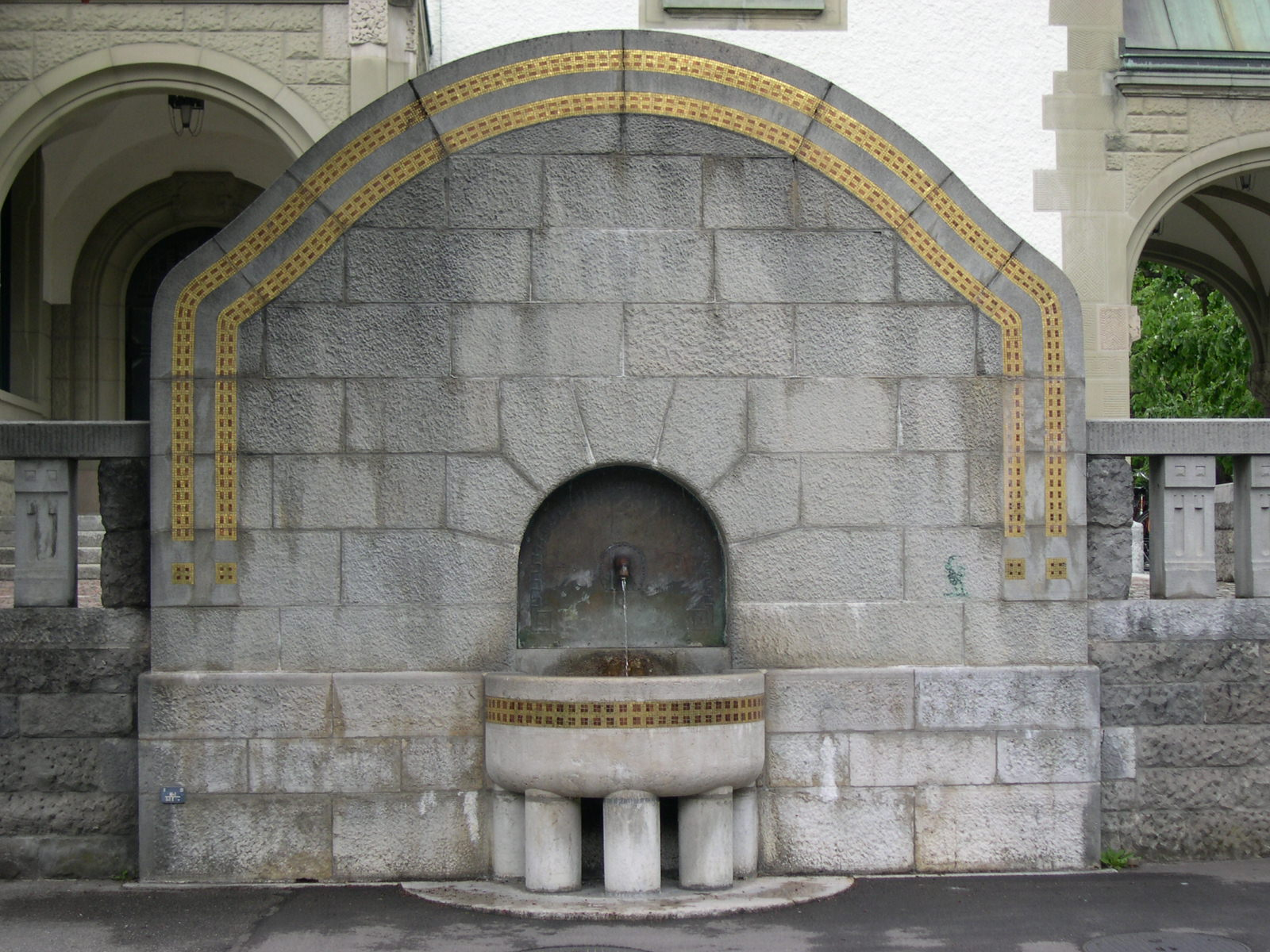
Brunnen vor der Kirche
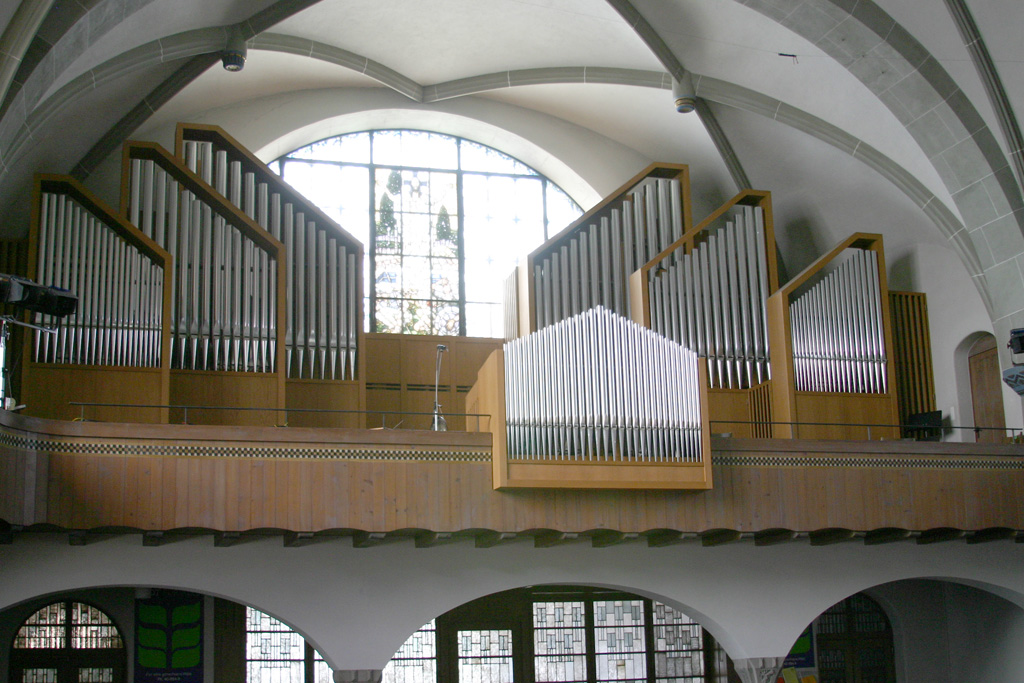
Die Orgel auf der Empore
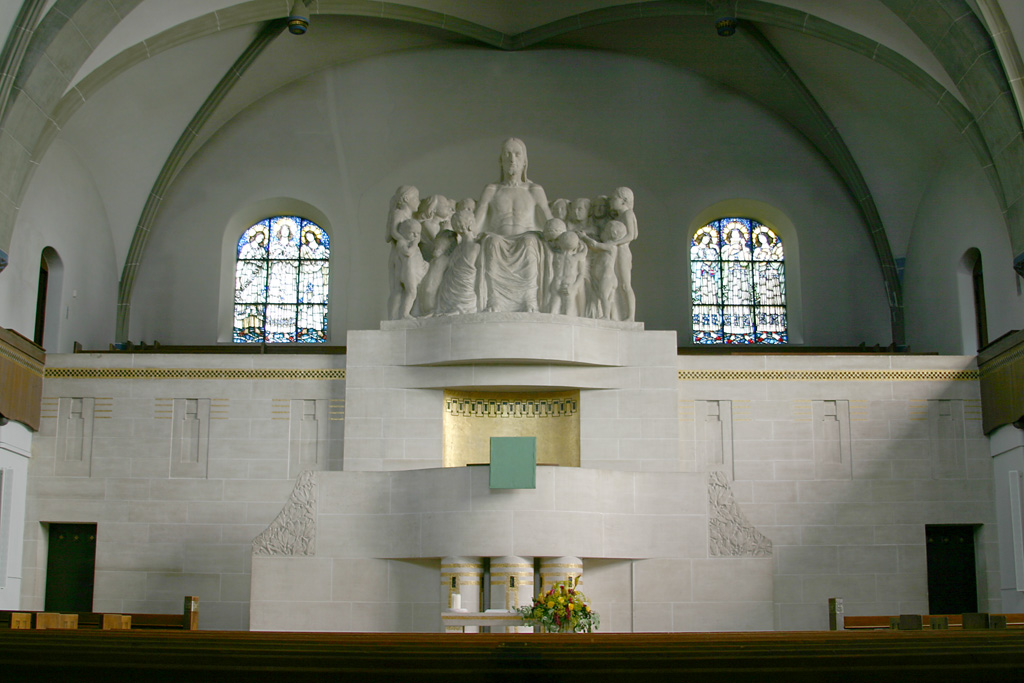
Innenansicht mit Steinplastik „Christus als Kinderfreund“